# Il-Arslan
Il-Arslan (en perse : le lion), est un Shah du Khwarezm de 1156 à 1172, fils et successeur d'Atsiz. Il consolide le pouvoir du Khwarezm et affirme son indépendance vis-à-vis des Seldjoukides. À sa mort, le pays est en conflit avec les Kara-Khitans qui s'allient avec l'un des partisans à la succession au trône, Ala ad-Din Tekish.

## Biographie

### Contexte
Le Khwarezm est un carrefour commercial et culturel qui subit des influences variées, notamment celles des grandes dynasties islamiques et des tribus nomades environnantes. La dynastie des Khwarezmchahs, à laquelle appartient Il-Arslan, est tributaire des Seldjoukides qui ont intégré le Khwarezm comme un territoire périphérique de leur vaste empire. Mais le Khwarezm paie également un tribut aux et des Kara-Khitans pour garantir la paix sur leur territoire.
Le Khwarezm parvient à maintenir son influence en équilibrant les relations avec les puissances voisines. Les précédents gouverneurs du Khwarezm y ont posé les bases d’une administration centralisée, bien qu’ils doivent encore composer avec des structures tribales.

### Règne
Il-Arslan est membre de la dynastie des Khwarezmchahs ou Anushteginides, une lignée issue d'Anushtigin, au service des Ghaznévides. Après la mort de son père, Ala ad-Din Atsiz, Il-Arslan accède au trône du Khwarezm dans un climat de tensions avec le sultan seldjoukide Ahmad Sanjar.
Après la mort d'Ahmad Sanjar en 1157, il prend possession du contrôle du Grand Khorassan et de la Transoxiane et permet au Khwarezm de gagner son indépendance. Il-Arslan est conscient de la position stratégique de son territoire, qui fait de lui une cible pour les puissances voisines. Il développe une politique étrangère jonglant entre alliances temporaires et confrontations armées. Les chroniques de son époque suggèrent qu'il fait face à plusieurs incursions Seldjoukides et Kara-Khitan, et qu'il parvient malgré cela à préserver l'indépendance du Khwarez. Il s'allie notamment avec des tribus turciques, comme les Kipchack pour obtenir un soutien militaire. Son règne est particulièrement marqué par des efforts visant à sécuriser son pouvoir contre les factions rivales internes et externes et à stabiliser l'administration de son territoire.
Les tensions avec les Kara-Khitans atteignent leur paroxysme en 1172 et ces derniers lancent une offensive. Mais il meurt cette année-là, provoquant également une guerre de succession entre ses deux fils dans laquelle Ala ad-Din Tekish s'allie aux Kara-Khitans et sort vainqueur. 
Les connexions diplomatiques avec les différents peuples nomades sont un facteur clé qui contribue à faciliter l'Invasion mongole de l'Empire khwarezmien en 1218.